# Ключи (Камчатский край)
Ключи́ — посёлок (с 1979 по 2004 год — город) в Усть-Камчатском районе Камчатского края России. Образует Ключевское сельское поселение.

## География
Находится у подножия Ключевской Сопки, на реке Камчатке, вблизи устья реки Крутенькой.
Население — 4208 человек (2023).

## История
Ключи основаны на месте крупного казачьего острога Нижнекамчатск, сожжённого в 1731 году во время бунта, поднятого камчадалами под предводительством Фёдора Харчина против непомерно высокой ясачной пошлины.
Город Ключи Усть-Камчатского района был преобразован в посёлок Ключи Законом Камчатской области № 169 от 26 апреля 2004 года

## Население
| 1926  | 1959  | 1970  | 1979  | 1989    | 2002  | 2010  |
| ----- | ----- | ----- | ----- | ------- | ----- | ----- |
| 458   | ↗6949 | ↗7809 | ↗9317 | ↗11 251 | ↘7073 | ↘5726 |
| 2012  | 2013  | 2014  | 2015  | 2016    | 2017  | 2018  |
| ↘5587 | ↘5347 | ↘5122 | ↘5011 | ↘4834   | ↘4655 | ↘4598 |
| 2019  | 2020  | 2021  | 2023  |         |       |       |
| ↘4436 | ↘4422 | ↘4283 | ↘4208 |         |       |       |

## Транспорт
Связан регулярным автобусным сообщением с Петропавловском-Камчатским. Имеется аэродром, в настоящее время используемый только транспортной авиацией (во времена СССР осуществлялось регулярное пассажирское авиасообщение с Петропавловском-Камчатским). Летом 2012 года был открыт мост через реку Камчатка (в 168 км от посёлка Мильково и в 468 км от Петропавловска-Камчатского). В декабре 2014 года был открыт капитальный мост через реку Камчатка в самом посёлке Ключи, пришедший на смену разрушенным деревянным мостам и паромной переправе и обеспечивший круглогодичную связь с районным центром — поселком Усть-Камчатск.

## Экономика
С 1935 в посёлке работает Вулканологическая станция Института вулканологии Дальневосточного отделения РАН. Также имеется метеостанция.
В советское время существенную долю экономики села составляло предприятие лесной промышленности — Ключевской леспромхоз, в настоящее время он закрыт. Работала птицефабрика и завод ЖБИ (закрыт).
Местное население занято растениеводством (картофель, капуста, морковь и др.), животноводством (крупный рогатый скот) и рыболовством. В прошлом проводились опыты по внедрению зерновых культур.
На южной стороне посёлка находится жилой массив Ключи-20, представляющий собой военный городок ракетных войск стратегического назначения, полигон «Кура» (см. ниже). Дислоцируются: войсковая часть 25522 (43-я Отдельная научно-испытательная станция), войсковая часть 73990 (14-й отдельный измерительный комплекс), войсковая часть 25923 (военный госпиталь), войсковая часть 32106 (авиационная комендатура), войсковая часть 13641 (отдельная смешанная авиационная эскадрилья). Юго-западнее посёлка построен военный аэродром Ключи Камчатские (Klyuchi Kamchatskiye, инд. ЬХПЛ / XHPL, позывной — «Камерун»), в советские годы дислоцировался 84-й отдельный смешанный авиационный полк авиации РВСН.

## Климат
Климат континентальный, характеризуется довольно тёплым летом и холодной зимой. Летом температура нередко поднимается до 30 °C и выше, зимой же может опускаться до −40 °C и ниже. В целом климат Ключей напоминает климат схожих широт Дальнего Востока, но с менее выраженной континентальностью. Самый влажный в году месяц — декабрь, минимум осадков наблюдается в апреле-мае. Абсолютный минимум декабря в Ключах тот же, что и января в Москве, а минимум января тот же, что и на старой метеостанции Омска.
- Среднегодовая температура воздуха: 0,3 °C
- Относительная влажность воздуха: 77 %
- Средняя скорость ветра: 3,2 м/с

| Показатель | Янв.  | Фев.  | Март  | Апр.  | Май   | Июнь | Июль | Авг. | Сен. | Окт.  | Нояб. | Дек.  | Год   |
| --- | ----- | ----- | ----- | ----- | ----- | ---- | ---- | ---- | ---- | ----- | ----- | ----- | ----- |
| Абсолютный максимум, °C | 5,8   | 3,9   | 7,4   | 17,4  | 28,4  | 30,0 | 33,1 | 29,6 | 25,0 | 17,7  | 11,6  | 6,8   | 32,7  |
| Средний суточный максимум, °C | −12   | −8,9  | −3,1  | 2,5   | 10,4  | 17,6 | 21,1 | 19,2 | 14,1 | 6,2   | −2,4  | −10   | 4,6   |
| Средняя температура, °C | −15,8 | −13,1 | −7,6  | −1,5  | 5,6   | 12,2 | 15,9 | 14,4 | 9,4  | 2,7   | −5,5  | −13,5 | 0,3   |
| Средний суточный минимум, °C | −19,6 | −17,1 | −12,1 | −5,4  | 1,3   | 7,1  | 11,3 | 10,5 | 5,5  | −0,5  | −8,7  | −17,1 | −3,7  |
| Абсолютный минимум, °C | −48,6 | −42   | −36,7 | −26,5 | −10,3 | −3,7 | 2,3  | −1,3 | −7,2 | −19,3 | −33,8 | −42,2 | −48,6 |
| Норма осадков, мм | 77    | 58    | 58    | 38    | 29    | 37   | 48   | 66   | 58   | 64    | 61    | 68    | 663   |
| Средняя влажность, % | 83    | 80    | 75    | 70    | 68    | 70   | 77   | 81   | 79   | 76    | 79    | 84    | 77    |
| Средняя скорость ветра, м/с | 2,8   | 3,4   | 3,5   | 3,6   | 3,2   | 3,0  | 2,5  | 2,7  | 3,1  | 3,5   | 3,9   | 3,1   | 3,2   |
| Источник: «Погода и климат». pogoda.ru.net. Дата обращения: 25 августа 2024. Архивировано 15 апреля 2013 года. Норма за период 1991 - 2020 гг. |       |       |       |       |       |      |      |      |      |       |       |       |       |

## Ракетный полигон «Кура»
Испытательный ракетный полигон «Кура» ВКО РФ расположен в окрестностях посёлка, в безлюдной болотистой местности на реке Камчатка. Основан 29 апреля 1955 года.

## Ключевское сельское поселение
Статус и границы сельского поселения установлены Закон Камчатского края от 1 июля 2014 № 474 «О внесении изменений в Закон Камчатской области „Об установлении границ муниципальных образований, расположенных на территории Усть-Камчатского района Камчатской области, и о наделении их статусом муниципального района, сельского поселения“»

## Города-побратимы Ключи
- Канцо, Италия

## Топографические карты
- Лист карты O-57-XXXV Ключи. Масштаб: 1 : 200 000. Состояние местности на 1972-1980 год. Издание 1986 г.